# الهجمات على دور العبادة في ماليزيا 2010
وقعت هجمات على أماكن العبادة في ماليزيا في كانون الثاني لعام 2010 ردًا على قضية ماليزيا ضد صحيفةهيرالد. وهو عبارة عن قرار قضائي مثير للجدل يقضي بان اللوائح الحكومية تحظر المنشورات غير الإسلامية التي تستخدم كلمة "الله" و اعتبرت غير دستورية. وادانت الحكومة والعديد من القادة الدينيين الهجمات ، ودعوا الى عودة الهدوء والوحدة بين الماليزيين. واجرت الشرطة الماليزية تحقيقا و بناءا عليه اعتُقِل العديد من الأشخاص المتهمين ثم وُجِّهت ضدهم ملاحقة قانونية.

## الهجمات
تعرضت 10 كنائس وعدد قليل من المساجد للهجوم أو التخريب منذ 31 اب 2009، وذلك بناء على القرار الذي أصدرته ماليزيا ضد صحيفة هيرالد. لقد تعرضت كنيسة واحدة فقط لأضرار بالغة ولم يتم الإبلاغ عن أي وفيات أو إصابات خطيرة. 
تعرضت ثلاث كنائس  في كوالالمبور لهجوم حريق متعمد. ولحقت أضرار جسيمة بأحد المباني؛ حيث رأى شهود عيان شخصين يلقيان "شيئًا يشبه قنبلة البنزين ".  ونتيجة لذلك، عززت الشرطة الأمن في جميع الكنائس. 
وفي 8 كانون الثاني 2010، عُثر على تحضيرات لشن هجوم اخر على كنيسة الراعي اللوثرية في جالان عثمان الواقعة على بعد 1.5 كيلو متر من مدينة دلهي .  في الصباح الباكر من يوم الأحد الموافق 10 يناير/كانون الثاني 2010، أصيبت كنيسة جميع القديسين في تايبينغ ومدرسة دير كاثوليكية بالصدمة بعد اكتشاف زجاجات مولوتوف بالقرب من أراضي الكنيسة. تم إلقاء طلاء أسود على كنيسة المعمدانيين في ملقا في دوريان داون. 
استمرت العبادة يوم الأحد في الكنائس المستهدفة بسلاسة بعد أيام قليلة من الهجمات. أقيمت صلاة في كنيسة مترو تابيرناكل، التي تضررت بشدة في الهجوم الذي وقع في الثامن من يناير/كانون الثاني، في قاعة ديوان سان تشون التابعة لكنيسة ويسما، وقيل إن رواد الكنيسة كانوا "كئيبين ولكن مبتهجين". وقد احتشد في القاعة نحو 1700 عضو من الكنيسة البروتستانتية لحضور الصلوات المشتركة باللغتين الصينية والإنجليزية.
وبالإضافة إلى الكنائس المسيحية، تعرض معبد مسلم في كلانج، سيلانجور  ومعبد سيخي في سنتول، كوالالمبور  للهجوم أيضًا في 10 يناير/كانون الثاني 2010 و12 يناير/كانون الثاني 2010 على التوالي. وفي حادثة لاحقة، ألقيت زجاجة روم داخل مجمع مسجد في سراوق في 16 يناير/كانون الثاني 2010. 
وفي حين أنكرت السلطات أي صلة بين هذه الهجمات وسلسلة الهجمات على الكنائس، فإن السيخ يستخدمون أيضًا مصطلح "الله" لوصف الله في اللغة البنجابية ، كما سعى مجلس جوردواراس الماليزي دون جدوى إلى أن يكون طرفًا في قضية ماليزيا ضد هيرالد . 

## الاستجابة السياسية
لقد اتحدت جميع الأحزاب السياسية الرئيسية في ماليزيا، بما في ذلك ائتلاف الجبهة الوطنية الحاكم  وأحزاب المعارضة باكاتان راكيات،  بما في ذلك الحزب الإسلامي الماليزي (PAS)، الذي وصف الهجمات بأنها تتناقض مع تعاليم الإسلام، في إدانة هذه الهجمات.

### رد فعل الحكومة
أدان رئيس الوزراء نجيب رزاق تفجيرات الكنيسة، وأمر الشرطة بتعزيز الأمن في جميع أماكن العبادة، ودعا إلى الوحدة بين الشعب الماليزي.  وستعقد الحكومة حوارات بين الأديان تضم زعماء دينيين بارزين لإيجاد "قواسم مشتركة للتفاهم". وقال الدكتور كوه تسو كون، وزير في مكتب رئيس الوزراء، إن الحكومة التقت بالفعل بشكل منفصل مع الجماعات الدينية.
زار نجيب الكنيسة الأكثر تضررا في الهجمات، وهي كنيسة مترو تابيرناكل البروتستانتية في كوالالمبور، ووعد بمنح مبلغ 500 ألف رينجيت ماليزي للمساعدة في إعادة الإعمار. تبرعت مؤسسة CIMB بمبلغ إضافي قدره 100000 رينجيت ماليزي للكنيسة. 
اجتمعت وزارة الداخلية الماليزية مع أكثر من 60 دبلوماسياً أجنبياً لعقد إحاطة لمناقشة الهجمات والقضايا الأمنية في 11 يناير/كانون الثاني 2010. وأكد الأمين العام لوزارة الداخلية الماليزية محمود آدم أن ماليزيا لا تزال دولة آمنة وأن الحياة اليومية لم تتأثر بشكل كبير. وقال وزير الداخلية "لقد أرادوا أن يعرفوا الضمانات التي تضمن سلامتهم وسلامة الآخرين. هذه بعض القضايا التي أثيرت ولكن الأهم من ذلك أنهم أرادوا أن يفهموا الوضع هنا وقد أوضحنا لهم أن ماليزيا مختلفة تمامًا".

### رد فعل المعارضة
وقال زعيم المعارضة أنور إبراهيم من ائتلاف باكاتان راكيات إن "الدعاية العنصرية" لصحيفة أوتوسان ماليزيا التي تسيطر عليها المنظمة الوطنية المتحدة بشأن قضية الله و"الخطاب التحريضي" ساهما في موجة هجمات الحرق العمد. وأن النشر يجب أن يكون مسؤولاً. 
ادعى نائب رئيس حزب العمالة الشعبية عزمين علي انه كان على الأقل أربعة من أعضاء المنظمة الوطنية الماليزية المتحدة متورطون في الهجوم على كنيسة مترو تابيرناكل 

### المجتمع المحلي وردود الفعل الدولية
أثارت الهجمات على الكنائس عام 2010 إدانة شديدة من جانب المسلمين وغير المسلمين على حد سواء. وقد تقدم نحو 130 منظمة إسلامية غير ربحية وضباط شرطة متطوعين لتوفير الأمن للكنائس.

## تحقيقات الشرطة
وتقول الشرطة إنها اعتقلت ثمانية مشتبه بهم فيما يتصل بالحريق المتعمد الذي ارتُكب في كنيسة مترو تابيرناكل في ديسا ميلاواتي. تم القبض على المشتبه به الأول أثناء توجهه إلى مستشفى في كوالالمبور لتلقي العلاج من الحروق التي أصيب بها في صدره وذراعيه. وقد أدت المعلومات التي تم الحصول عليها خلال هذا الاعتقال إلى القبض على سبعة مشتبه بهم آخرين.
وطلبت الشرطة والمسؤولون الحكوميون من الجمهور عدم إثارة التوترات الدينية والإثنية من خلال نشر الشائعات عبر الإنترنت والرسائل النصية. وقال إسماعيل "من فضلكم لا تلعبوا دور الأحمق بنشر معلومات كاذبة على الإنترنت من خلال الفيسبوك أو المدونات أو عبر الرسائل القصيرة. يرجى أن تتواصلوا معنا إذا كان لديكم أي معلومات". وتحقق الشرطة في منشورات على الفيسبوك تزعم أنها شهدت تصنيع المتفجرات المستخدمة في الهجمات. حذرت الشرطة من أن هذه الادعاءات قد تكون مجرد خدعة. ويقول نائب المفتش العام للشرطة تان سري إسماعيل عمر إن الشرطة تحقق أيضًا في تقارير عن أنشطة تحريضة وتحريضية عنصرية على المدونات. تم القبض على الطالب المسؤول عن بعض المنشورات على الأقل وتم إطلاق سراحه بكفالة. 

## الملاحقات القضائية
أزوان شاه، وهو مسلم ماليزي، تمت محاكمته بسبب دوره المزعوم في إشعال حريق في كنيسة بروتستانتية في 8 يناير/كانون الثاني 2010، لكن تمت تبرئته بسبب نقص الأدلة في يوليو/تموز من نفس العام. وقال شاهدان إن أزوان لم يكن موجودًا في الكنيسة عندما اندلع الحريق.
واتُهم الشقيقان، رجا محمد فيصل رجا إبراهيم، البالغ من العمر 24 عاماً، ورجا محمد إدزام رجا إبراهيم، البالغ من العمر 22 عاماً، وهما مسلمان أيضاً، وأُدينا في نفس الهجوم. أُدين الزوجان بتهمة "التخريب بالنار" في 13 أغسطس/آب 2010. وترأست كوماثي سوبياه، قاضية المحكمة الجزئية في كوالالمبور، المحاكمة. ووصفت الهجوم بأنه "مروع وحقير" وقالت للأخوين إن سلوكهما "يضرب أسس ومبادئ المجتمع المتحضر". وحتى 17 أغسطس/آب 2010 لم يصدر الحكم على الأخوين بعد ولكنهما يواجهان عقوبة قصوى بالسجن لمدة 15 عاما. عقوبة بالسجن لمدة عشرين عامًا.